# ILOVEYOU

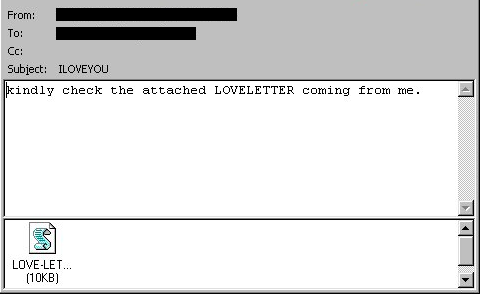
Imagem do vírus.

ILOVEYOU, às vezes nomeado Love Letter, foi um vírus de computador que afetou mais de 50 milhões de computadores Windows em 5 de maio de 2000. Seu nome oficial é "LOVE-LETTER-FOR-YOU.txt.vbs" (sendo essa última extensão .vbs escondida por padrão pelo Windows) e sua abreviação é ILOVEYOU. O vírus teve origem nas Filipinas, e espalhou-se via e-mail. O worm danificava a máquina local e mandava uma cópia de si mesmo para todos os contatos do usuário no Outlook, além de mostrar um documento de texto vindo do 4chan com sites de +18.
Ao executar o arquivo, que tratava-se de um script em Visual Basic disfarçado de uma carta de amor vinda de um conhecido, o programa sobrescrevia arquivos no computador do usuário, como arquivos do pacote Microsoft Office, arquivos de áudio, imagens, entre outros.
O malware teve origem nos arredores de Manila, espalhando-se primeiramente para Hong Kong, depois para a Europa, e finalmente aos Estados Unidos, ao passo em que trabalhadores abriam seus emails em uma sexta-feira de manhã. O dano causado pelo software é estimado em US$5.5–8.7 bilhões, e sua remoção dos sistemas de computadores ao redor do mundo custou cerca de US$15 bilhões. Dentro de dez dias, mais de 50 milhões de computadores foram infetados, e estima-se que o vírus tenha afetado 10% dos dispositivos conectados à rede mundial de computadores. O Pentágono, a CIA, o Parlamento Britânico e grandes empresas decidiram suspender completamente seus serviços de email em reação à ameaça.